# Ay, ay, Sheriff
Ay, ay, Sheriff ist eine deutsche Fernsehfilmkomödie im Westerngenre von 1974 mit Hans-Joachim Kulenkampff in der Hauptrolle des Kapitäns Senkstake. Die Produktion war der erste Film der dreiteiligen Serie Käpt’n Senkstakes Abenteuer. Die drei Filme (zweiter Film Das Spukschloß von Baskermore, dritter Film Ehrenhäuptling der Watubas) standen in keinem direkten inhaltlichen Zusammenhang und wurden sämtlich 1974 ausgestrahlt.

## Handlung
Der Nordpazifik vor dem Ersten Weltkrieg. Die Anna Luise, Kapitän Senkstakes Schiff, sinkt im Sturm. Senkstake und der Leichtmatrose Bruno können sich an die Westküste der Vereinigten Staaten retten, wo sie von einem Indianer begrüßt werden, den Senkstake als den letzten Mohikaner zu identifizieren glaubt. Die übrigen Besatzungsmitglieder hatten das sinkende Schiff bereits am Vortag mit der Jolle verlassen.
Auf ihrer Reise ins Landesinnere treffen auf den Goldsucher Digger Dick, der eine wertvolle Ladung Goldstaub nach Bloody Town bringen will, um damit seine Tochter Francis zu unterstützen. Da Bloody Town an den Postkutschendienst angeschlossen ist, begleiten Senkstake und Bruno Dick, um von dort nach Bremen zurückkehren zu können. Das Trio wird jedoch von Black Jacks Räuberbande überfallen, wobei Digger Dick erschossen wird. Senkstake und Bruno entkommen und kaufen ein Auto, mit dem sie nach  Bloody Town weiterreisen. Das Gold Digger Dicks wollen sie Francis übergeben.
Die beiden Schiffbrüchigen wissen allerdings nicht, dass Bloody Town praktisch von Black Jack regiert wird. Um seine Herrschaft aufrechtzuerhalten, wird wöchentlich der Sheriff erschossen, so dass die Bürger ständig auf der Suche nach einem neuen Ordnungshüter sind.
Die Bank von Bankier Morgan wird regelmäßig von Black Jacks Bande überfallen und die Verluste von Morgan über die Versicherung abgerechnet.
Die Ankunft der beiden ahnungslosen Seeleute kommt daher den braven Bürgern Bloody Towns gerade recht. Gerne nimmt Senkstake den Sheriffposten an, Bruno wird sein Hilfssheriff. Mit ihren Gehältern wollen sie die Heimreise finanzieren. Allerdings verstehen sie als Seeleute überhaupt nichts vor der Handhabung von Schusswaffen.
Nach und nach erkennen die beiden Gesetzeshüter, welches Spiel in der Stadt gespielt wird. Sie bringen sich selbst das Schießen bei und vereiteln alle Anschläge der Bande, deren Mitglieder sie nach und nach ins Gefängnis stecken. Unterstützt werden sie bei ihrem Kampf für die Gerechtigkeit von Saloonwirtin Rosemary, Mrs. Finch und Mrs. Wilson. Schließlich fordert Black Jack den Sheriff zum Duell auf. Senkstake gewinnt, weil er Black Jack übertölpelt und beim Abzählen statt auf „12“ bereits bei „11“ seinen Revolver zieht und dem Bandenchef die Hosen herunterschießt.
Der zum Gespött gewordene Black Jack verlässt Bloody Town. Francis erhält das Gold ihres Vaters und arbeitet nun nicht mehr als Prostituierte. Sie übernimmt den Saloon von Rosemary.  Bruno und Jenny, Morgans Tochter, haben sich ineinander verliebt, so dass der Leichtmatrose nun als neuer Sheriff in der Stadt bleibt. Senkstake und Rosemary verlassen Bloody Town mit der Postkutsche. Der Kapitän will nach Bremen zurückkehren, um nun endlich wieder seinen Beruf auszuüben, und die ehemalige Saloonwirtin will dort ein Seemannsheim übernehmen.

## Kritik
Simon Philip bescheinigte im Hamburger Abendblatt Regisseur Olsen die „Anti-Regie“ eines „Kino-Klamottiers“. Der  Hessische Rundfunk habe Kulenkampff mit der Produktion „gewiß keinen Gefallen“ getan.(Hamburger Abendblatt vom 28. Januar 1974.)

## Produktionsnotizen
Die Dreharbeiten fanden 1973 auf Gran Canaria statt. Regisseur Olsen hatte eine kleine Nebenrolle als Kassierer der Bank. Für den Schiffsuntergang wurde unter anderem nachkoloriertes Schwarzweißfilmmaterial aus Georg Tresslers Spielfilm Das Totenschiff von 1959 benutzt.

## Veröffentlichung
In den 1980er-Jahren erschien von SK Video Film eine VHS-Edition. 2019 veröffentlichte Pidax eine DVD-Edition mit allen drei Filmen.